# Madikeshirur, Muddebihal
Madikeshirur là một làng thuộc tehsil Muddebihal, huyện Bijapur, bang Karnataka, Ấn Độ.